# Joachim von Braun (Agrarwissenschaftler)

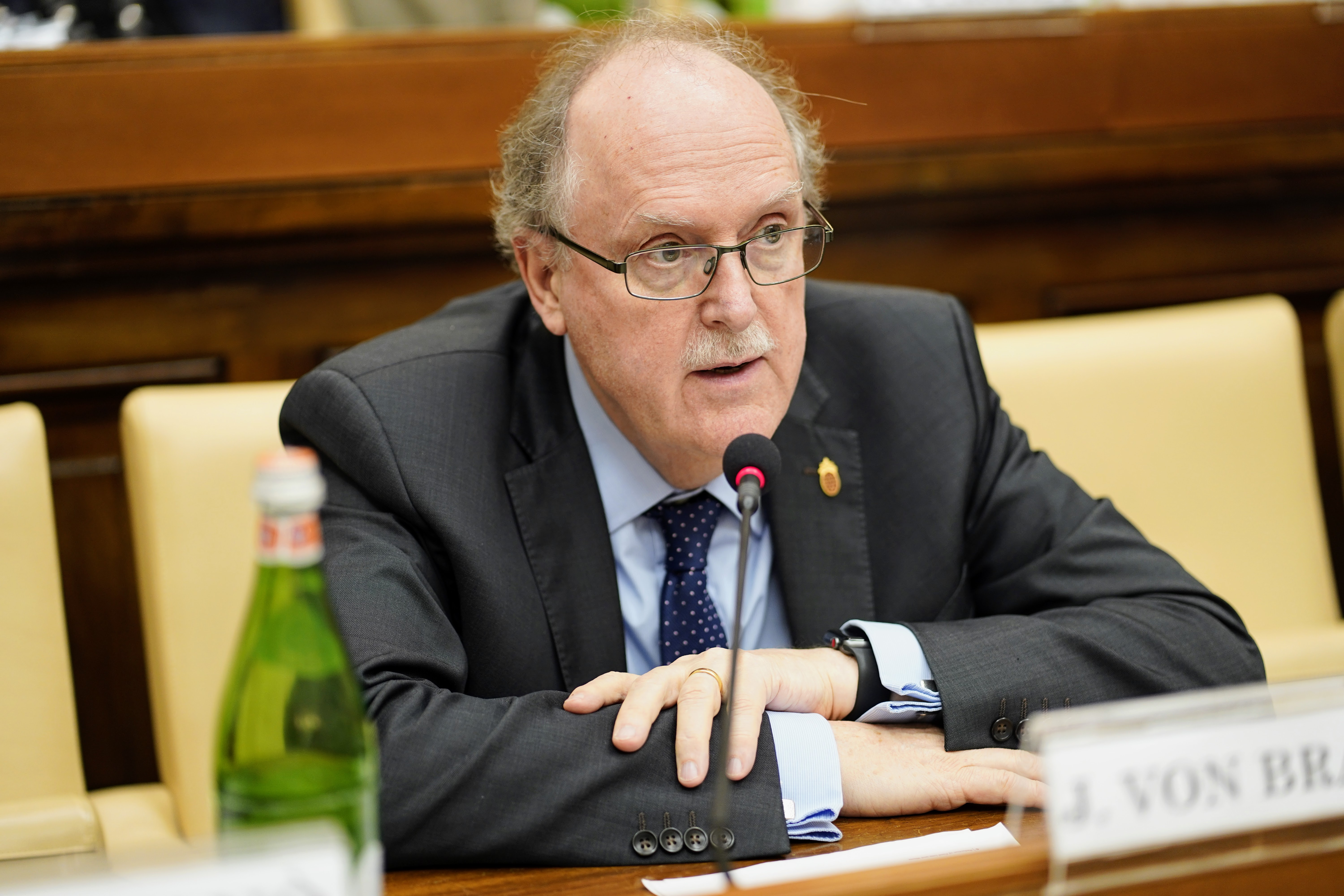
Joachim von Braun (2019)

Joachim von Braun (* 10. Juli 1950 in Brakel, Westfalen) ist ein deutscher Agrarwissenschaftler und gegenwärtig Direktor einer Abteilung des Zentrums für Entwicklungsforschung an der Universität Bonn sowie Präsident der Päpstlichen Akademie der Wissenschaften. Zuvor war er Generaldirektor des International Food Policy Research Institute in Washington.

## Leben
Joachim von Braun stammt aus der schlesischen Adelsfamilie von Braun und studierte von 1970 bis 1975 Agrarwissenschaften an der Universität Bonn. 1978 wurde er mit einer Arbeit über landwirtschaftliche Arbeitsmärkte an der Universität Göttingen promoviert und habilitierte sich dort in Agrarökonomie über Ernährungssicherung in Entwicklungsländern.
Nach mehreren Forschungsaufenthalten in Afrika, Russland und China wurde er 1997 zum Gründungsdirektor des Zentrums für Entwicklungsforschung (ZEF) an die Universität Bonn berufen. 2002 wurde er Leiter des  International Food Policy Research Institute (IFPRI) in Washington, einer der führenden Forschungseinrichtungen im Bereich der Welternährungspolitik. 
Im Jahr 2009 kehrte von Braun als Direktor zum Zentrum für Entwicklungsforschung (ZEF) an die Universität Bonn zurück und übernahm die Professur für wirtschaftlichen und technologischen Wandel. Seit 2019 ist er außerdem als Ko-Sprecher und Co-Koordinator des Transdisziplinären Forschungsbereichs „Innovation und Technologie für eine nachhaltige Zukunft“ in der Exzellenz-Initiative dieser Universität tätig.
Von Braun ist seit 2012 Vizepräsident der Welthungerhilfe.
Neben zahlreichen Situationsberichten zur Lage der Welternährungslage gehören zu seinen bekannten Arbeiten Studien zur Ernährungssicherung und zur Ökonomie von Hungersnöten, Arbeiten zum technischen Fortschritt, zur Agrarhandelspolitik, zu ländlichen Finanzsystemen und zur Umweltpolitik. Bei weltpolitisch bedeutenden Veranstaltungen wirkte von Braun als Sprecher, so bei der Rio-Konferenz 1992, den Welternährungsgipfeln 1996 und 2002 sowie 2007 auf dem „World Food Forum“ der Consultative Group on International Agricultural Research (CGIAR) in Peking. 2020 wurde er von der UN zum Vorsitzenden der wissenschaftlichen Beratungsgruppe (Scientific Group) für den UN-Food Systems Summit 2021 ernannt.

## Mitgliedschaften und Funktionen (Auswahl)
- Mitglied der Internationalen Agrarökonomen-Vereinigung (IAAE) und von 2000 bis 2003 deren Präsident
- Mitglied im Editorial Board, Food Security Journal seit 2009[1]
- Research Fellow am Forschungsinstitut zur Zukunft der Arbeit (IZA) seit 2010[1]
- Mitglied im Academic Advisory Board, Joint Programming Initiative on Agriculture, Food Security and Climate Change Research, Europäische Union von 2010 bis 2013[1]
- Mitglied der Advisory Group for Global Agricultural Development Initiative, Chicago Council on Global Affairs, USA von 2010 bis 2013[1]
- Mitglied im Bioökonomierat der Bundesregierung seit 2010 und von 2012 bis 2019 einer der beiden Vorsitzenden[5][2]
- Mitglied der Deutschen Akademie der Technikwissenschaften (Acatech) seit 2011

- Board Mitglied der Global Alliance for Improved Nutrition (GAIN) seit 2012 und von 2013 bis 2018 Vize-Vorsitzender[2]
- Board-Mitglied der Alliance for a Green Revolution in Africa (AGRA) seit 2015[1]
- Mitglied des HighTech Forum der Bundesregierung, berufen durch die Bundesministerin für Bildung und Wissenschaft, von 2016 bis 2017[2]
- Mitglied des Lenkungskreises, Wissenschaftsplattform Nachhaltigkeit 2030, seit 2017[2]
- Ko-Vorsitzender des Malabo Montpellier Panels on African Food, Nutrition, Agriculture seit 2017[1]
- Mitglied im Kuratorium der Robert Bosch Stiftung seit 2017[1]
- Mitglied des International Advisory Board, Leibniz-Zentrum für Marine Tropenforschung (ZMT) Bremen, seit 2019[2]
- Mitglied des Executive Board, Global Crop Diversity Trust (Crop Trust), seit 2020[2]
- Mitglied des Academic Advisory Committee der Academy of Global Food Economics and Policy (AGFEP), China Agricultural University, seit 2020[2]
- Mitglied des internationalen Beirats der chinesischen Akademie der Agrarwissenschaften (CAAS)

## Ehrungen
- 1978: Preis der Bundesanstalt für Arbeit für die Dissertation[1]
- 1988: Josef G. Knoll-Wissenschaftspreis der Eiselen-Stiftung für herausragende Forschung zur Verbesserung von Ernährungssicherung und Ernährung[1]
- 1996: Gewähltes Mitglied des Vereins für Socialpolitik, Development Economics Branch[1]
- 1999: Mitglied der Nordrhein-Westfälischen Akademie der Wissenschaften und Künste
- 2004: Berufung als Professor ehrenhalber, Agrarwissenschaftliche Universität Nanjing, China[1]
- 2005: Doktor der Agrarwissenschaften ehrenhalber der Universität Hohenheim
- 2006: Fellow der American Association for the Advancement of Science (AAAS) für seinen Beitrag zur landwirtschaftlichen Entwicklung und Ernährungspolitik der Entwicklungsländer[2]
- 2009: Bertebos-Preis Stockholm, Preis der Royal Swedish Academy of Agriculture and Forestry[1]
- 2009: Lifetime Fellow der International Association of Agricultural Economists (IAAE)[1]
- 2010: Research Fellow IZA (Forschungsinstitut zur Zukunft der Arbeit)[2]
- 2010: Lifetime Fellow der African Association of Agricultural Economists[2]
- 2011: Justus von Liebig-Preis für Welternährung, Fiat-Panis-Stiftung[1]
- 2012 wurde er durch Papst Benedikt XVI. in die Päpstliche Akademie der Wissenschaften berufen, einer Wissenschaftsakademie der 80 namhafte Wissenschaftler, auch nichtkatholische, aus aller Welt angehören.[6] Papst Franziskus ernannte ihn am 21. Juni 2017 zum Präsidenten der Päpstlichen Akademie der Wissenschaften.[7]
- 2016: Marsilius-Medaille des Marsilius-Kollegs der Universität Heidelberg[1]
- 2017: Theodor-Brinkmann-Preis[8]
- 2018: Mitglied der Nationalen Akademie der Wissenschaften Leopoldina
- 2019: Die “Eine Welt Medaille in Gold” verliehen vom Minister für Wirtschaftliche Zusammenarbeit und Entwicklung für Forschung und Dienste zur Beendigung des Hungers und der Verbesserung der Ernährungssicherung[2]